# Catriel Sánchez
Catriel Ignacio Sánchez (Las Varillas, Provincia de Córdoba, Argentina, 17 de julio de 1998) es un futbolista argentino. Actualmente se encuentra en Flandria, de la Primera B Nacional, la segunda división del fútbol argentino.

## Trayectoria
Nació el 17 de julio de 1998 en Las Varillas y llegó a Talleres procedente de Huracán de esa localidad. En 2014 fue parte de la séptima división que se quedó con el título de la etapa competencia en Inferiores de AFA. En esa competencia marcó en total 10 goles, entre ellos el primero de la final ante Patronato. Luego de ser parte del plantel campeón en 2014, Sánchez se destacó en 2015 convirtiéndose en el máximo artillero de la Copa Campeonato en Inferiores de AFA con 24 tantos, siendo no sólo el goleador de la sexta división, sino el máximo goleador de las seis categorías que disputaron ese certamen. En total marcó 28 goles en 26 partidos, promediando más de un gol por encuentro.
El 12 de junio de 2015 firmó su primer contrato profesional junto a Nahuel Bustos. Al año siguiente volvió a ser goleador de su categoría, anotando 27 tantos en quinta división. En 2016 hizo su primera pretemporada. Fue convocado en junio de 2016 a la Selección de fútbol sub-20 de Argentina.
Debutó ante Gimnasia de La Plata en junio de 2017 ingresando desde el banco de suplentes. La fecha siguiente, volvió a ingresar ante Rosario Central por la penúltima fecha del campeonato.
En la temporada sucesiva, no disputó ningún partido oficial y en 2018 no fue tenido en cuenta para el plantel superior. Durante esa temporada, llegó a ser goleador del equipo de reserva con 9 tantos pero, en los últimos días de febrero, firmó con el Karpaty Lviv de Ucrania para jugar por un año con opción de compra. De esta manera, dejó el club cordobés tras haber anotado 28 goles en sexta, 26 en quinta, 7 en cuarta, 5 en Liga Cordobesa y 14 en Reserva.
El 3 de enero del 2023, se marchó cedido a Flandia, de la Primera B Nacional, hasta diciembre del 2023. Tuvo un paso por Huracán de Las Varillas y actualmente juega en San Miguel de Buenos Aires.
En febrero de 2025, vuelve a Huracán de Las Varillas para formar parte del plantel y ser uno de los referentes de este año.

## Selección nacional
Catriel registra pasos por la selección sub-20 de Argentina.

## Clubes
| Club                            | País      | Año             |
| ------------------------------- | --------- | --------------- |
| Talleres                        | Argentina | 2015 - presente |
| Karpaty Lviv (préstamo)         | Ucrania   | 2018 - 2019     |
| Villa Dálmine (préstamo)        | Argentina | 2019 - 2021     |
| Atenas (préstamo)               | Uruguay   | 2021            |
| Estudiantes (BA) (préstamo)     | Argentina | 2022            |
| Instituto (préstamo)            | Argentina | 2022            |
| Flandia (préstamo)              | Argentina | 2023            |
| Huracán Las Varillas (préstamo) | Argentina | 2023            |
| San Miguel (préstamo)           | Argentina | 2024            |
| Huracán Las Varillas            | Argentina | 2025            |

## Palmarés
| Título            | Club     | País      | Año  |
| ----------------- | -------- | --------- | ---- |
| Torneo de Reserva | Talleres | Argentina | 2017 |